# Olaf Richard von Wulff
Olaf Richard von Wulff (Budapest, 8 febbraio 1877 – Costa Rica, 12 giugno 1955) è stato un militare austriaco, insignito della Croce di Cavaliere dell'Ordine militare di Maria Teresa nel corso della prima guerra mondiale.

## Biografia

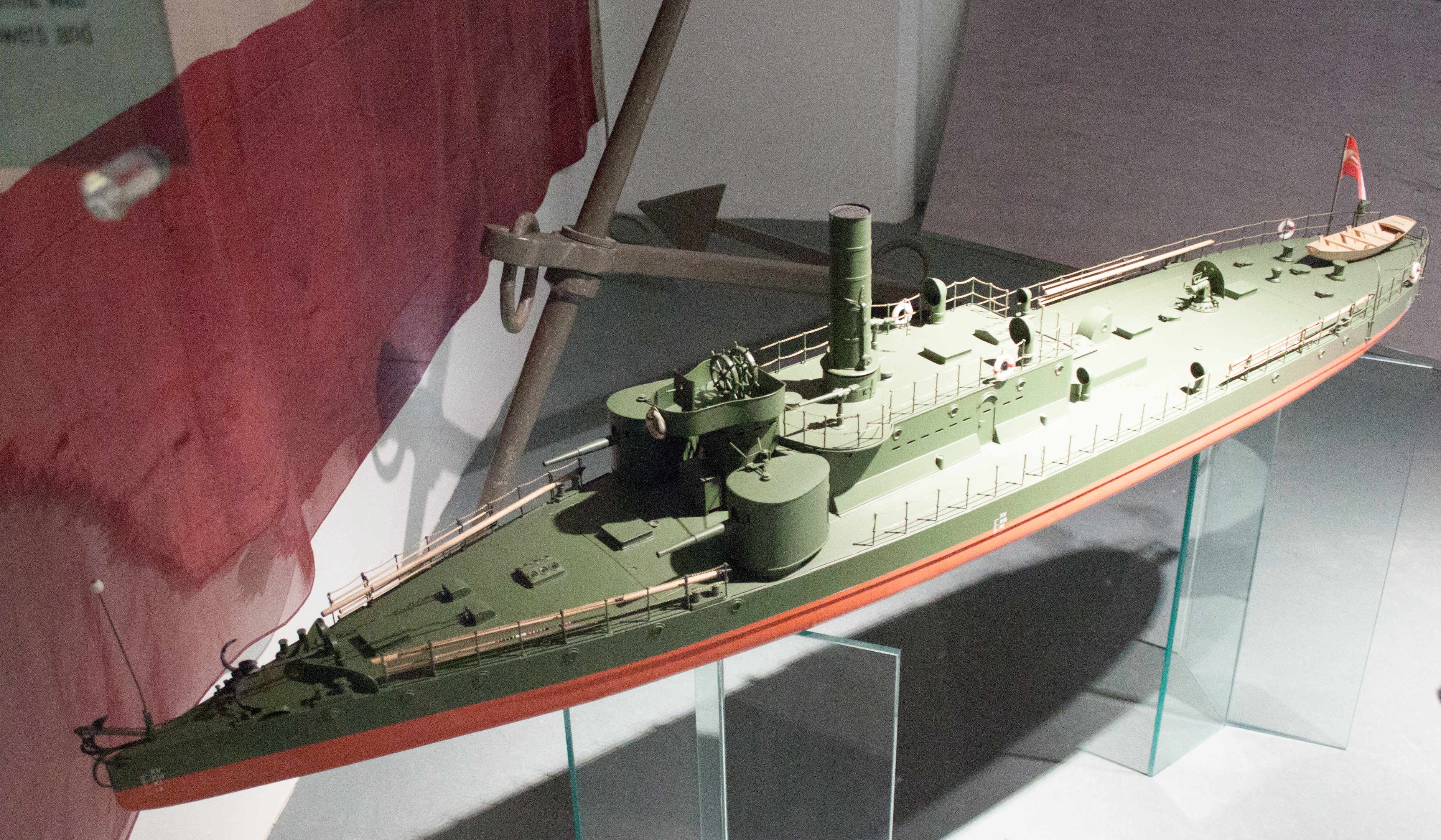
Un modellino del monitore Temes conservato presso lo Heeresgeschichtliches Museum di Vienna

Nacque a Budapest l'8 febbraio 1877. Arruolatosi nella k.u.k. Kriegsmarine, il 1 giugno 1895 iniziò a frequentare la Marineakademie di Fiume, da cui uscì come Seekadett di seconda classe. Promosso Linienschiffleutnant nel 1910 risultava prestare servizio sull'incrociatore protetto SMS Panther, al comando del Fregatenkapitän Theodor Skerl Edler von Schmidtheim, in Estremo Oriente. Fino al 1911 fu in servizio presso il k.u.k. Marinedetachments a difesa dell'Ambasciata austro-ungarica di Pechino, in Cina.
Il 19 settembre 1914 assunse il comando della flottiglia del Danubio (k.u.k. Donauflottile) che, dopo l'assassinio dell'arciduca ereditario Francesco Ferdinando da parte dei nazionalisti serbi, e il successivo scoppio della prima guerra mondiale, al comando del Fregatenkapitän Friedrich Grund era entrata subito in azione alle 2:29 del 28 luglio, bombardando con le sue unità obiettivi a Belgrado, capitale del Regno di Serbia. Lasciò l'incarico, dopo essersi distinto sul fiume Sava, il 1 ottobre 1914, sostituito dal Linienschiftkapitan Karl Lucich. In quella data assunse il comando del monitore SMS Temes I, che mantenne fino al giorno 23 dello stesso mese. Il 29 giugno 1915 assunse il comando del monitore SMS Temes II. Promosso Korvettenkapitän il 1 maggio 1916, il 15 giugno dello stesso anno fu nominato comandante della 1. Monitordivision, alzando la sua insegna sul monitore Temes II, operando in Bosnia nel corso del 1917. Nell'estate del 1918 fu lui, con le sue navi, a coprire la ritirata delle truppe austro-ungariche e tedesche al di là del Danubio in seguito al collasso degli eserciti delle potenze centrali nei Balcani. Promosso Fregatenkapitän il 1 novembre 1918, il 3 dello stesso mese riassunse il comando della  k.u.k. Donauflottile. Portò quindi le sue navi a Budapest, dove il 6 novembre ammainò al bandiera dell'Impero per alzare quella del Regno d'Ungheria.
Dopo la fine della guerra, nel 1919 entrò in servizio nell'esercito ungherese come comandante delle autorità portuali di stato, passando nel 1920 al comando della fanteria di marina. Nel corso del 1920 fu nominato comandante in capo delle forze fluviali e Ispettore delle forze fluviali, e il 1 maggio 1925 fu promosso al grado di Vezérkapitány. Il 27 giugno 1922 era stato insignito della Croce di Cavaliere dell'Ordine militare di Maria Teresa.
Divenuto  Vezérfőkapitány il 1 maggio 1929, andò in pensione il 1 marzo 1933. Nel 1935, con il rango di konteradmiral divenne aiutante del Reichsverweser d'Ungheria Miklós Horthy. Elevato al rango onorario di generaloberkapitän, nel corso della seconda guerra mondiale ricoprì l'incarico di Presidente del Consiglio ungherese per la navigazione e gli affari portuali. Dopo la fine del conflitto, e la seguente occupazione del paese da parte delle truppe sovietiche, egli prese la decisione di emigrare con la sua famiglia in Costa Rica, al fine di garantirne la sicurezza. Il suo passato di militare e di aristocratico poteva metterlo nel mirino delle nuove autorità comuniste che governavano il paese. 
Nel 1951 riuscì a partire per la Costa Rica dove si dedicò alla coltivazione di ananas e caffè. Si spense nel 1955 e fu tumulato nel cimitero di Volcán. Un anno dopo morì anche la moglie Edina.

## Pubblicazioni
- Die österreichisch-ungarische Donauflotille im Weltkriege 1914-18, Braumüller Universitäts-Verlagsbuchhandlung, Wien, 1934.

### Annotazioni
1. ↑  Composta dalle unità Bosna, Bodrog, Köros e Szamos.

### Fonti
1. 1 2 3 4  Schöndorfer 1983, p. 14.
2. 1 2 3 4  von Horstenau, Broucek 1980, p. 444.
3. 1 2 3 4 5 6 7 8 9  La Nacion.
4. ↑  Schöndorfer 1983, p. 33.
5. ↑  Schumacher 2018, p. 52.
6. ↑  Schumacher 2018, p. 244.
7. ↑  Schöndorfer 1983, p. 23.